# U 3002 (Kriegsmarine)
De U 3002 was een Type XXI U-boot van de Duitse Kriegsmarine tijdens de Tweede Wereldoorlog.  

## Geschiedenis
De U 3002 werd in opdracht gegeven op 6 november 1943. De kiel werd gelegd op 23 mei 1944 op de scheepswerf van AG Weser, Bremen (werk 1161). De tewaterlating gebeurde op 9 juli 1944 en de oplevering op 16 augustus 1944 aan Kptlt. Helmut Manseck. Die voerde er testen en oefeningsmissies uit.

## Bevelhebbers
- 6 augustus 1944 - 24 sep. 1944:  - Kapitein-luitenant-ter-zee Helmut Manseck
- 25 sep. 1944 - 2 mei 1945: - Fregatkapitein Hermann Kaiser

## Carrière
- 6 augustus 1944 - 14 augustus 1944: - 32. Unterseebootsflottille (opleiding)
- 15 augustus 1944 - 2 mei 1945: - 4. Unterseebootsflottille (opleiding)

## Ondergang
- Gezonken op 2 mei 1945 in Travemünde. Het wrak werd gesloopt.